# Centralny Fundusz Rozwoju Kultury Fizycznej i Sportu
Centralny Fundusz Rozwoju Kultury Fizycznej i Sportu – fundusz celowy istniejący w latach 1978–1990, ustanowiony w celu podejmowania działalności na rzecz wspierania rozwoju kultury fizycznej i sportu.

## Powołanie Funduszu
Na podstawie ustawy z 1978 r. o utworzeniu Głównego Komitetu Kultury Fizycznej i Sportu, Rada Ministrów uchwaliła  powołanie Centralnego Funduszu Rozwoju Kultury Fizycznej i Sportu.

## Dochody Funduszu
Dochodami Funduszu Centralnego był:
- zysk Państwowego Przedsiębiorstwa "Totalizator Sportowy", po dokonaniu odpisów przewidzianych w odrębnych przepisach,
- 80% przypadających na rzecz budżetu wpłat z tytułu podatku od funduszu rozwoju państwowych jednostek gospodarczych podporządkowanych Głównemu Komitetowi Kultury Fizycznej i Sportu,
- 40% wpłaty należnej budżetowi centralnemu z tytułu wpłat z zysku od Przedsiębiorstwa Państwowego - Wydawnictwo "Sport i Turystyka",
- dobrowolne wpłaty ze środków zakładowego funduszu socjalnego i innych funduszów lub środków będących w dyspozycji załóg państwowych jednostek organizacyjnych oraz organizacji spółdzielczych i społecznych,
- dobrowolne wpłaty instancji związków zawodowych,
- dobrowolne wpłaty i świadczenia ludności,
- dotacja z budżetu centralnego,
- inne wpłaty.

## Przeznaczenie środków Funduszu
Środki Funduszu Centralnego były przeznaczane na finansowanie:
- inwestycji objętych nakładami narodowego planu społeczno-gospodarczego,
- drobnych inwestycji polegających na budownictwie, zakupów dóbr inwestycyjnych dopuszczonych do realizacji poza nakładami planu inwestycyjnego oraz kapitalnych remontów obiektów budowlanych i urządzeń sportowych, na podstawie upoważnień i na zasadach określonych w corocznych uchwałach Rady Ministrów o narodowym planie społeczno-gospodarczym,
- zakupów wyposażenia i konserwacji sprzętu sportowego,
- działalności bieżącej organizacji kultury fizycznej i sportu, w tym także dofinansowanie działalności prowadzonej przez organizacje społeczne w zakresie kultury fizycznej i sportu.

Środkami Funduszu Centralnego dysponował i dokonywał ich podziału Główny Komitet Kultury Fizycznej i Sportu.

## Fundusz stopnia wojewódzkiego
Rady narodowe stopnia wojewódzkiego tworzyły fundusze wojewódzkie.
Dochodami funduszów wojewódzkich były:
- nadwyżki pochodzące z imprez organizowanych na cele funduszów wojewódzkich przez różne instytucje i organizacje,
- dopłaty do cen za bilety wstępu na imprezy i zawody sportowe,
- dobrowolne wpłaty Zrzeszenia Sportowego Spółdzielczości Pracy "Start" na działalność spółdzielczych klubów sportowych,
- dobrowolne wpłaty z zysków z regionalnych gier i loterii,
- dobrowolne wpłaty ze środków zakładowego funduszu socjalnego i innych funduszów lub środków będących w dyspozycji załóg państwowych jednostek organizacyjnych oraz organizacji spółdzielczych i społecznych,
- dobrowolne wpłaty instancji związków zawodowych,
- dobrowolne wpłaty i świadczenia ludności,
- dotacje z Funduszu Centralnego,
- dotacje z budżetu terenowego,
- inne wpłaty.

Środkami funduszów wojewódzkich dysponowały terenowe organy administracji państwowej stopnia wojewódzkiego.

## Zniesienie Funduszu
Na podstawie ustawy z 1990 r. o zniesieniu i likwidacji niektórych funduszy zlikwidowano  Centralny Fundusz Rozwoju Kultury Fizycznej i Sportu.